# Terry Kubicka
Terry Kubicka, né le 3 avril 1956 à Long Beach, est un patineur artistique américain.

## Biographie

### Carrière sportive
Il est le premier à réaliser un saut périlleux arrière aux Jeux olympiques en 1976 à Innsbruck,, où il termine septième.
Aux Championnats du monde de patinage artistique, il termine douzième en 1974, septième en 1975 et sixième en 1976.
Il remporte le titre national aux Championnats des États-Unis de patinage artistique en 1976, après avoir terminé deuxième en 1974 et en 1975.

## Palmarès
| Compétitions principales    | 1973    | 1974    | 1975    | 1976    |  |  |  |  |  |  |  |  |  |  |
| Jeux olympiques d'hiver     |         |         |         | 7e      |  |  |  |  |  |  |  |  |  |  |
| Championnats du monde       |         | 12e     | 7e      | 6e      |  |  |  |  |  |  |  |  |  |  |
| Championnats des États-Unis | 4e      | 2e      | 2e      | 1er     |  |  |  |  |  |  |  |  |  |  |
|                             |         |         |         |         |  |  |  |  |  |  |  |  |  |  |
| Autre Compétition           | 1972/73 | 1973/74 | 1974/75 | 1975/76 |  |  |  |  |  |  |  |  |  |  |
| Skate Canada                |         | 8e      |         | 3e      |  |  |  |  |  |  |  |  |  |  |
|                             |         |         |         |         |  |  |  |  |  |  |  |  |  |  |